# Toray Pan Pacific Open 2018
Il Toray Pan Pacific Open 2018 è stato un torneo di tennis giocato sul cemento indoor. È stata la 43ª edizione del Toray Pan Pacific Open, che fa parte della categoria Premier nell'ambito del WTA Tour 2018. Si è giocato all'Arena Tachikawa Tachihi di Tachikawa, in Giappone, dal 17 al 23 settembre 2018.

## Partecipanti

### Teste di serie
| Nazionalità | Giocatrice         | Ranking* | Testa di serie |
| ----------- | ------------------ | -------- | -------------- |
| Danimarca   | Caroline Wozniacki | 2        | 1              |
| Francia     | Caroline Garcia    | 4        | 2              |
| Giappone    | Naomi Ōsaka        | 7        | 3              |
| Rep. Ceca   | Karolína Plíšková  | 8        | 4              |
| Stati Uniti | Sloane Stephens    | 9        | 5              |
| Spagna      | Garbiñe Muguruza   | 14       | 6              |
| Australia   | Ashleigh Barty     | 17       | 7              |
| Rep. Ceca   | Barbora Strýcová   | 25       | 8              |

* Ranking al 10 settembre 2018.

### Altre partecipanti
Le seguenti giocatrici hanno ricevuto una wild card per il tabellone principale:
- Viktoryja Azaranka
- Kurumi Nara
- Kristýna Plíšková
- Caroline Wozniacki

Le seguenti giocatrici sono passate dalle qualificazioni:

- Eugenie Bouchard
- Gabriela Dabrowski
- Zarina Dijas
- Misaki Doi
- Nao Hibino
- Alison Riske

## Ritiri
Prima del torneo
- Mihaela Buzărnescu → sostituita da  Aljaksandra Sasnovič
- Angelique Kerber → sostituita da  Belinda Bencic
- Madison Keys → sostituita da  Anett Kontaveit
- Elise Mertens → sostituita da  Anastasija Pavljučenkova
- Anastasija Sevastova → sostituita da  Camila Giorgi
- Carla Suárez Navarro → sostituita da  Donna Vekić

Durante il torneo
- Viktoryja Azaranka

## Campioni

### Singolare
Karolína Plíšková ha battuto in finale  Naomi Ōsaka con il punteggio di 6–4, 6–4.
- È l'undicesimo titolo in carriera per Plíšková, il secondo della stagione.

### Doppio
Miyu Katō /  Makoto Ninomiya hanno battuto  Andrea Sestini Hlaváčková /  Barbora Strýcová con il punteggio di 6–4, 6–4.